# میخائیل یگوروف
میخائیل الکسیویچ یگوروف (روسی: Михаил Алексеевич Егоров؛ ۵ مه ۱۹۲۳ - ۲۰ ژوئن ۱۹۷۵)، به همراه ملیتون کانتاریا، یکی از سه سربازی بود که در ۲ مه ۱۹۴۵ پس از نبرد برلین پرچم شوروی را بر فراز رایشتاگ برافراشتند.
یگوروف در زمان اشغال نازی‌ها به پارتیزانها پیوست، سپس در اواخر سال ۱۹۴۴ به عنوان پیشاهنگ پیاده‌نظام در ارتش سرخ ثبت نام کرد. او پس از ترک سربازی در یک دامداری لبنی کار می‌کرد. در سال ۱۹۷۵، وی در ۵۲ سالگی در یک تصادف رانندگی کشته شد.

## افتخارات و جوایز
- قهرمان اتحاد جماهیر شوروی
- فرمان لنین
- سفارش بنر قرمز
- درجه جنگ میهنی درجه ۲
- نشان ستاره سرخ
- درجه افتخار درجه ۳
- مدال "پارتیزان جنگ میهنی" درجه ۱
- مدال جوبی "برای شجاعت نظامی به مناسبت صدمین سالگرد تولد ولادیمیر ایلیچ لنین"
- مدال "برای پیروزی بر آلمان در جنگ بزرگ میهنی ۱۹۴۱–۱۹۴۵"
- مدال جوبی "بیست سال پیروزی در جنگ بزرگ میهنی ۱۹۴۱–۱۹۴۵"
- مدال جوبی "سی سال پیروزی در جنگ بزرگ میهنی ۱۹۴۱–۱۹۴۵"
- مدال "برای تسخیر برلین"
- مدال جوبی "۵۰ سال نیروهای مسلح اتحاد جماهیر شوروی"